# Бельгийское Конго во Второй мировой войне

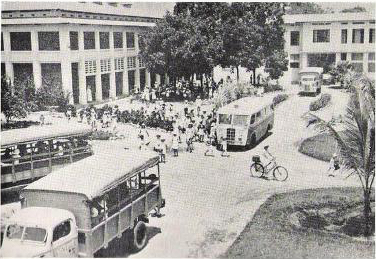
Оживлённая городская площадь в Леопольдвиле, столице Бельгийского Конго, 1943 год

Участие Бельгийского Конго (ныне Демократическая Республика Конго) во Второй мировой войне началось с немецкого вторжения в Бельгию в мае 1940 года. После капитуляции Бельгии Конго управлялось бельгийским правительством в изгнании и оставалось в конфликте на стороне союзников.
Требования, предъявляемые к конголезскому населению властями во время войны, вызывали забастовки, беспорядки и другие формы сопротивления, особенно со стороны коренного населения. Недовольные подвергались зачастую жестоким репрессиям. Сравнительное процветание Конго во время конфликта привело к волне послевоенной иммиграции из Бельгии, в результате чего к 1950 году численность белого населения достигла 100 000 человек, а также к периоду индустриализации.
Конго поставляло Великобритании и США столь необходимое сырьё, к примеру медь и каучук. Уран из Конго был использован для производства первых атомных бомб. Роль конголезского урана в войне привела к заинтересованности СССР страной в ходе холодной войны. В то же время большая партия промышленных алмазов была контрабандой переправлена в нацистскую Германию при пособничестве бельгийских бизнесменов. Конго также оказало финансовую поддержку бельгийскому правительству в изгнании. Войска Force Publique сражались бок о бок с британскими войсками в Восточноафриканской кампании. Конголезское медицинское подразделение служило на Мадагаскаре и в Бирме. Конголезские формирования также действовали в качестве гарнизонов в Египте, Нигерии и Палестине.

## Предыстория

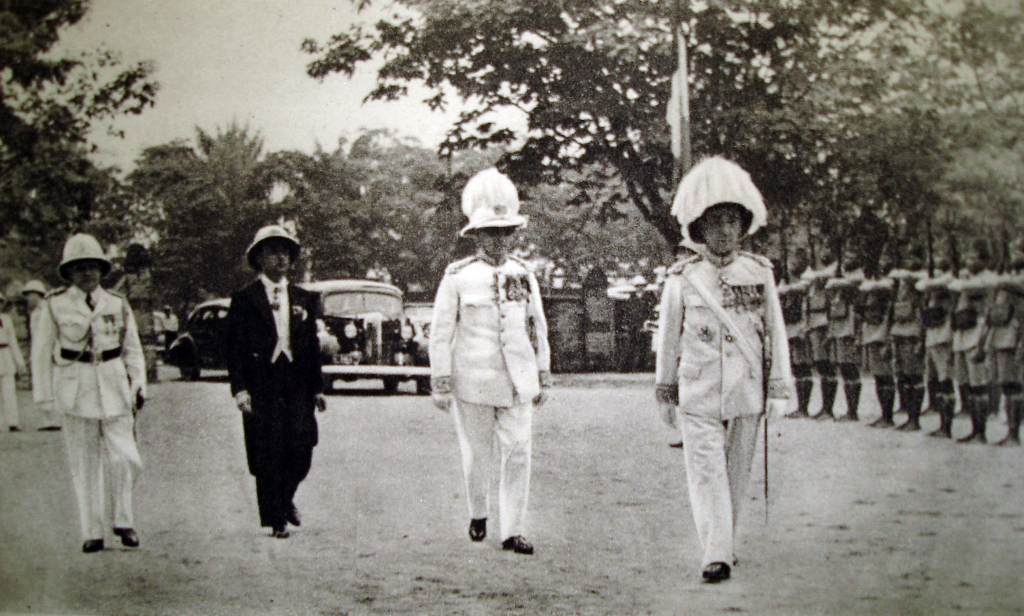
Колониальные чиновники, включая генерал-губернатора в Леопольдвиле, 1938 год

К началу Второй мировой войны Бельгия владела двумя колониями в Африке: Бельгийским Конго, контролировавшееся с момента аннексии Свободного государства Конго в 1908 году, и Руанда-Урунди, бывшей немецкой колонией, переданной Бельгии в 1924 году Лигой Наций. Бельгийские колониальные вооружённые силы насчитывали 18 000 солдат, что делало их одной из крупнейших постоянных колониальных армий в Африке на то время. В 1920-х годах Конго пережило экономический бум; были значительно развиты шахты, плантации и транспортные сети. Однако Великая депрессия привела к обвалу цен на сырьевые товары, подорвав экономику колонии, основанную на экспорте, и приведя к значительному сокращению доходов и занятости. Единственной отраслью, которая расширилась в этот период, было производство хлопка.
В межвоенный период бельгийское правительство придерживалось политики нейтралитета. Нацистская Германия вторглась в Бельгию 10 мая 1940 года. После 18 дней боёв бельгийская армия капитулировала, и страна была оккупирована немецкими войсками. Короля Леопольда III, который сдался немцам, держали в плену до конца войны. Незадолго до падения Бельгии её правительство, включая министра по делам колоний Альберта де Влишаувера, бежало во французский Бордо.

## Вступление Конго в войну
10 мая 1940 года бельгийские власти обратились к Великобритании и Франции с просьбой проявить уважение к нейтралитету Конго и его территориальной целостности в будущем мирном урегулировании. Британское правительство отказалось, желая убедиться, что Конго не попадёт под контроль Германии, и Франция последовала его примеру. Французское правительство на короткое время рассматривало возможность отправки своих войск в Леопольдвиль, столицу Конго, для установления контроля над ним. В день капитуляции бельгийской армии британское правительство провело кризисное совещание в Лондоне. Адмиралтейство предложило направить войска для занятия стратегических объектов в Конго, но это было быстро признано неосуществимым из-за других военных обстоятельств. Затем британское правительство решило, что в случае полного краха бельгийского правительства оно поддержит уже независимое Конго.
В само́м Конго мнения по поводу того, следует ли принимать участие в войне разделились. Бельгийские корпоративные чиновники надеялись, что колония займёт нейтральную позицию, а служащие Force Publique под руководством генерал-губернатора Конго Пьера Рикманса, советовали сохранить нейтралитет или даже объявить независимость. Рикманс отказался последовать этому и заявил в день капитуляции бельгийской армии, что колония останется верной союзникам. Несмотря на это заверение, в городе Стэнливилль (ныне Кисангани на востоке Конго) вспыхнули беспорядки среди белого населения, паникующего по поводу будущего колонии.

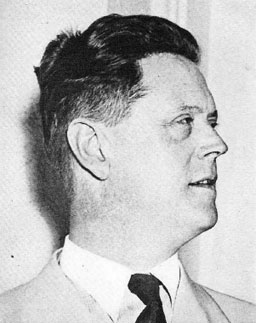
Бельгийский министр по делам колоний Альберт де Влишаувер выступил за продолжение участия Бельгии в войне и пообещал предоставить сырьё из Конго союзникам

17 июня Франция объявила о перемирии с Германией. Хотя Рикманс заявил, что он будет продолжать поддерживать союзников, бельгийское правительство в Бордо было глубоко обескуражено капитуляцией Франции. Премьер-министр Юбер Пьерло считал, что у него не хватает ресурсов для продолжения борьбы, и поэтому было бы лучше вести переговоры о мире с Германией, а не отправляться в изгнание в Великобританию. Большинство министров согласились с этим. В то время как правительство готовилось к переговорам с Германией, представители различных белго-конголезских компаний в Бордо сообщили министрам о слухах о том, что в случае капитуляции Бельгии Великобритания захватит контроль над Конго. Тем временем в оккупированной Бельгии опасались, что, если Конго присоединится к союзникам, она навсегда перестанет быть колонией Бельгии. В Брюсселе немцы создали «Колониальное политическое бюро», которое пыталось наладить связь с колониями.
Британцы были полны решимости, чтобы Конго не попало в руки Оси, и планировали вторгнуться и оккупировать колонию, если бельгийцы не придут к соглашению. Одной из причин было то, что союзники отчаянно нуждались в таком сырье, как каучук, который Конго могло производить в изобилии. 20 июня министр иностранных дел Великобритании всё же сообщил бельгийскому послу в Лондоне, что Великобританией не согласится с доминированием Германии над колонией. Тем временем бельгийско-конголезские бизнесмены предложили Альберту де Влишауверу отправиться в Лондон, чтобы обеспечить соблюдение бельгийского суверенитета над Конго. Пьерло предложил, чтобы де Влишауверу было присвоено новое звание генерального администратора Конго. Это позволило бы ему продолжать своё дело, даже если позже правительство рухнет и его министерский мандат станет недействительным. Бельгийское правительство согласилось с этой идеей, и 18 июня приняло закон, предоставивший де Влишауверу титул и наделяющий его всей законодательной и исполнительной властью для управления Конго. В законе также оговаривалось, что в случае, если генеральный администратор не сможет выполнять свои обязанности, ответственность будет передана генерал-губернатору. Несмотря на то, что в Конго ему были предоставлены собственные чрезвычайные полномочия, генерал-губернатор Рикманс истолковал закон как означающий, что он может принимать меры в районах, не затронутых приказами де Влишаувера, и продолжил управлять колонией посредством ряда законодательных постановлений.
Де Влишаувер прибыл в Лондон 4 июля. Он говорил с членами британского правительства и заверил их, что предоставит всё сырьё Конго в распоряжение военных сил Великобритании. В течение следующих месяцев Пьерло и двум другим министрам удалось добраться до Лондона, в то время как остальные заявили о своем намерении остаться во Франции и уйти в отставку. В октябре Пьерло, де Влишаувер и два других министра официально учредили бельгийское правительство в изгнании, признанное Великобританией. Несмотря на своё присутствие, де Влишаувер был политически маргинализирован министром финансов Камиллом Гуттом и сыграл незначительную роль в правительстве. Был также конфликт между де Влишауером, который хотел обеспечить свою собственную власть над Конго, и министром иностранных дел Полем-Анри Спааком, который стремился быть более примирительным в отношении влияния союзников в колонии.
В ответ на это немцы пригрозили санкциями к колониальным предприятиям. Леопольд III выразил свое недовольство решениями Рикманса, считая, что колония должна оставаться нейтральной. Политики-роялисты направили послания бельгийским властям в Лондоне, пытаясь отговорить их от того, чтобы позволить Конго поддержать британские военные усилия. В октябре 1940 года Леопольд III попросил разрешения у лидера нацистской Германии Адольфа Гитлера направить эмиссара в Леопольдвиль, чтобы убедить колониальную администрацию принять нейтралитет, но поездка так и не была организована.

## Экономика

### Поддержка союзников
«Бельгийское Конго поступило на службу союзникам. Его экономическая доктрина и практика были быстро адаптированы к новым условиям, и, хотя делается все, чтобы сохранить потенциал богатства Конго, нет никаких сомнений, когда дело доходит до пожертвования любыми богатствами в пользу военных усилий».

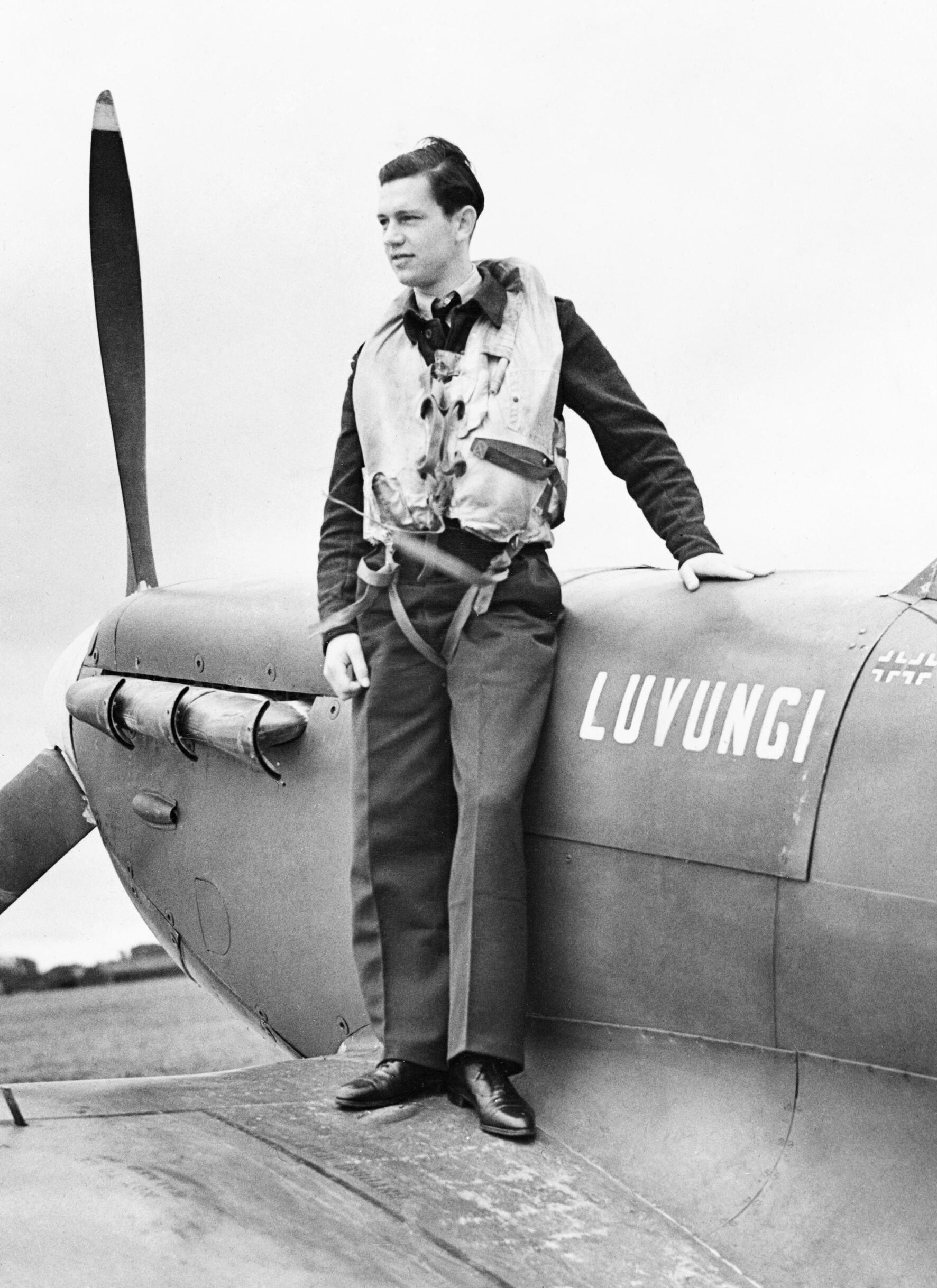
Бельгийский пилот британских королевских ВВС, 1942 год. Его самолёт «Спитфайр» финансировался за счёт пожертвований Конго и получил свое название «» в честь конголезского города

Вскоре после создания бельгийского правительства в изгнании в Лондоне между бельгийцами и британцами начались переговоры о роли, которую Конго будет играть в военных силах союзников. 21 января 1941 года обе стороны пришли к соглашению, в котором были приняты все британские требования, включая 30-процентную девальвацию конголезского франка и вхождение Конго в зону фунта стерлингов. С официальным соглашением и конголезской декларацией поддержки союзников, экономика Конго, в частности, производство важного сырья, была передана в распоряжение союзников. Хотя Рикманс и руководители Banque du Congo Belge (Центрального банка Конго) были довольны вступлением в зону стерлинга, что гарантировало экспортный рынок для территории, им сильно не нравились фиксированные цены, которые предусматривало соглашение, которые были выгодны Великобритании, и они беспокоились, что только торговля с фунтом стерлингов может негативно сказаться на золотовалютных резервах Конго. Лидеры бизнеса в колонии также были недовольны и увеличили производство товаров, не упомянутых в соглашении, для продажи нейтральным США по их стандартной рыночной стоимости. В 1942 году, после того как США присоединились к союзникам, бельгийское правительство заключило новое экономическое соглашение с США и Великобританией. Бельгийские официальные лица так и не подписали его, но де-факто он действовал до конца войны, а конголезская торговля оставалась направленной на две страны. Экономическая продукция Конго стала ещё более ценным активом для союзников после того, как Япония оккупировала значительные территории Юго-Восточной Азии в 1942 году, остановив экспорт из этих районов ключевых тропических товаров, таких как каучук.

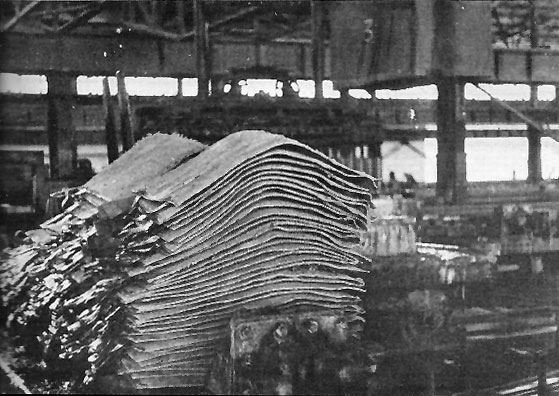
Листы меди из шахт провинции Катанга

Конго становилось все более централизованным экономически во время Великой депрессии 1930-х годов, поскольку бельгийское правительство поощряло тамошнее производство хлопка, который имел ценность на международном рынке. Наибольшие экономические потребности Конго во время войны были связаны с сырьём. В период с 1938 по 1944 год число рабочих, занятых на шахтах Горнодобывающего союза верхней Катанги, выросло с 25 000 до 49 000, чтобы справиться с возросшим спросом. Колониальная администрация провела в конечном счете успешную политику, направленную на увеличение численности рабочей силы Конго; число наёмных рабочих в колонии выросло с 480 000 в 1938 году до 800 000 в 1945 году. Чтобы увеличить производство для военных нужд, колониальные власти увеличили количество часов и скорость, с которой должны были работать рабочие, как европейские, так и африканские. Это привело к росту трудовых волнений по всей колонии. Принудительный труд, который был запрещён в 1930-х годах, был вновь введён, чтобы соответствовать спросу. К 1944 году максимальное количество дней принудительного труда в год для сельских конголезцев было увеличено до 120. Недовольство белого населения также усилилось из-за повышения высоких военных налогов, которые иногда достигали 40 процентов. С 1941 года были введены высокие налоги и контроль за ценами, что ограничивало размер прибыли, которую можно было получить, и сдерживало спекуляцию. В то время как контроль за ценами способствовал экспорту союзникам, он негативно сказался на конголезских крестьянах, которые зарабатывали меньше, несмотря на возросшее количество рабочей силы.
Подавляющее большинство добываемых в Конго сырьевых ресурсов экспортировалось в другие союзные страны. По данным бельгийского правительства, к 1942 году вся продукция колонии по производству меди и пальмового масла экспортировалась в Великобританию, в то время как почти вся древесина колонии отправлялась в Южную Африку. Экспорт в США также вырос с 600 000 долларов в начале 1940 года до 2 700 000 долларов к 1942 году. Несмотря на сотрудничество союзников, многие чиновники колониальной администрации относились к американским и британским дипломатам с подозрением, опасаясь потенциального экономического соперничества, создаваемого их странами для бельгийских предприятий. Великобритания и США поддерживали большие сети шпионов по всему Конго во время войны.
Согласно соглашению, достигнутому 21 марта 1941 года, займы от Бельгийского банка Конго позволили бельгийскому правительству в изгнании и Силам Свободной Бельгии финансировать себя, в отличие от большинства других правительств в изгнании, которые действовали за счёт поддерживающих их государств. Это также означало, что бельгийский золотой запас, который был перевезён в Лондон в 1940 году, не был нужен для финансирования военных действий и, следовательно, всё ещё был доступен в конце войны.

### Уран
Уран-235 был добыт в Конго в Шинколобве в Катанге до войны для экспорта в Бельгию. Первоначально он использовался в медицинской промышленности, для производства радия и для окраски керамики. Учёные позже обнаружили, что обогащенный уран может быть использован при производстве предполагаемой атомной бомбы. Когда физик Альберт Эйнштейн написал президенту США Франклину Рузвельту, чтобы предупредить его о возможной немецкой программы создания атомной бомбы, он сообщил ему, что Конго является основным источником этого минерала. Уран, добытый в заброшенной шахте Синколобве, в конечном счете сыграл важную роль в разработке атомной бомбы во время Манхэттенского проекта. Директор Горнодобывающего союза верхней Катанги Эдгар Сенжье тайно отправил половину своих запасов урана в Нью-Йорк в 1940 году; в сентябре 1942 года он продал его армии США.
Сам Сенжер переехал в Нью-Йорк, откуда руководил операциями Горнодобывающего союза до конца войны. Правительство США направило солдат инженерного корпуса армии в Синколобве в 1942 году, чтобы восстановить шахту и улучшить её транспортное сообщение путём ремонта местных аэродромов и портовых сооружений. В сентябре 1944 года бельгийское правительство достигло соглашения с Великобританией и США, согласно которому оно будет продавать конголезский уран только этим двум странам по фиксированной цене. В том же году американцы приобрели еще 1750 тонн урановой руды из недавно вновь открытой шахты. На шахте работали в основном конголезцы в плохих условиях.

### Незаконный оборот алмазов в Германии
Во время войны часто ходили слухи о том, что некоторые бельгийские промышленники, участвовавшие в колониальных предприятиях, тайно помогали Германии. Американские официальные лица обнаружили, что работа с конголезскими горнодобывающими компаниями по добыче промышленных алмазов сопряжена с трудностями. По данным бельгийского правительства, к 1942 году все промышленные алмазы из колонии отправлялась в Великобританию. На самом деле многие промышленные алмазы были контрабандой вывезены в нацистскую Германию для использования в её военных действиях. Большинство конголезских алмазов было добыто компанией Forminière, дочерней компанией Société Générale de Belgique, которая, в свою очередь, входила в De Beers. В 1940 году De Beers сообщила, что в Конго ежегодно добывается 10,9 миллиона каратов алмазов. В ходе войны, по сообщениям, производство резко сокращалось. Таким образом, 1942 году производство официально упало до 5 миллионов каратов. Полагая, что из колонии контрабандой вывозится большое количество алмазов, сотрудники американской разведки убедили британских агентов проверить шахты. Сотрудник, которому было поручено наблюдать за инспекционными группами, пришёл к выводу, что надлежащие меры безопасности отсутствовали. Фирмина ван Бри, директора Forminière, широко подозревали в симпатиях к Германии. Правительство Германии провело секретные переговоры с лидерами Forminière и Société Générale и заключило сделки, которые позволили им закупать большое количество алмазов до 1944 года. В 1943 году Германия заплатила Société Générale 10,5 миллионов долларов за алмазы. Американские и британские агенты в конечном счете раскрыли широкую сеть контрабанды, которая доставляла алмазы из Конго в оккупированную немцами Европу по воздуху и морю. Согласно американскому отчёту, бельгийская дипломатическая почта иногда использовались для транспортировки драгоценных камней. Предложения американцев по пресечению незаконной торговли были отклонены британским министерством экономической войны, в Алмазном комитете которого доминировали члены De Beers. После окончания войны бельгийское правительство потребовало от Германии выплатить 25 миллионов долларов, причитающихся Société Générale за 576 676 карат алмазов.

## Военные силы

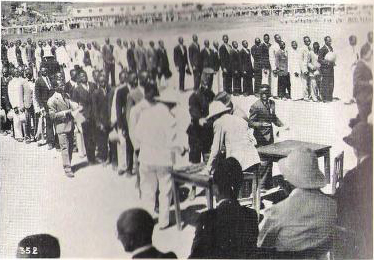
Конголезцы вступают в ряды вооружённых сил после начала войны

### Force Publique
Force Publique (с фр. — Общественные силы) представляли собой объединённые полицейские и военные силы Конго и Руанды-Урунди. Во время Второй мировой войны она составляла основную часть Сил Свободной Бельгии, насчитывая более 40 000 человек на пике в 1943 году. Как и другие колониальные армии того времени, Force Publique были разделены по расовому признаку; их возглавляли 280 белых офицеров и сержантов, но в остальном они состояли из коренных чернокожих африканцев. Force Publique, по причине отсутствия современного, пришлось использовать устаревшее оружие и оборудование, такое как миномёт Стокса и 70-милиметровая гаубица Сен-Шамон. Во время войны вооружённые силы были пополнены за счёт набора и призыва резервистов.
Де Влишаувер организовал создание воздушного отделения Force Publique, и в марте 1941 года бельгийское правительство заключило соглашение с Южной Африкой о проведении обучения. Многие из пилотов в конечном счете служили в ВВС Южной Африки во время войны, но их жалование выплачивалось казной Бельгийского Конго.

### Восточноафриканская кампания

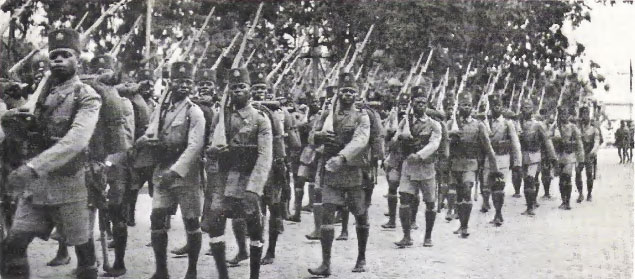
Солдаты Force Publique покидают Конго для участия в Восточноафриканской кампании в Эфиопии

Желая мобилизовать экономические ресурсы Конго для военных действий союзников, бельгийское правительство в изгнании поначалу сомневалась в участии конголезских войск в боевых действиях. Оно также отказалось объявить войну союзнику Германии, Италии, которая имела колонии в Африке и боролась за сохранение британских владений на континенте, а бельгийская королевская семья имела династические связи с итальянской королевской семьёй. Это отношение изменилось после того, как стало известно, что итальянские самолёты, базирующиеся в оккупированной Бельгии, атаковали Великобританию, а итальянская подводная лодка потопила бельгийское грузовое судно. 23 ноября 1940 года Бельгия объявила войну Италии. Два дня спустя Рикманс объявил, что между Италией и Конго идёт война. Три бригады Force Publique были отправлены в итальянскую Восточную Африку вместе с британскими войсками для борьбы с итальянцами. Войска страдали от малярии и других тропических болезней, но смогли одержать победу на итальянцами в ряде сражений. В ходе кампании в Эфиопии Force Publique добились капитуляции девяти генералов, 370 высокопоставленных офицеров и 15 000 колониальных военнослужащих Италии к концу 1941 года.
После победы союзников в Эфиопии Force Publique переместились в британскую колонию Нигерию, которая использовалась в качестве плацдарма для запланированного, но в итоге не состоявшего, вторжения в Дагомею, которая контролировалась Вишистской Францией. В течение 1943—1944 годов часть Force Publique отправилась в Египет и британскую Подмандатную Палестину и переименована в 1-ю бригадную группу Бельгийского Конго.

### Медицина
Военное медицинское подразделение было сформировано в Конго в 1943 году и до 1945 года служило с британскими войсками, принимая участие в Мадагаскарской и Бирманской кампаниях. Подразделение включало 350 чернокожих и 20 белых военнослужащих.

## Обстановка в Бельгийском Конго

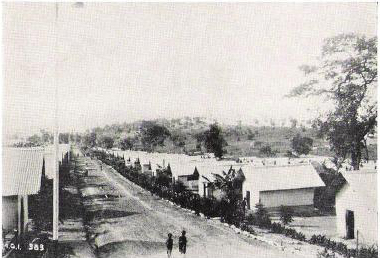
Дома для конголезских рабочих, около 1943 года

В начале войны население Конго насчитывало примерно 12 миллионов чернокожих и 30 000 белых. Колониальное правительство разделяло население по расовому признаку, и расовое смешение было очень незначительным. Белое население было сильно урбанизировано и в Леопольдвиле жило в четверти города, отделённой от чернокожего большинства. Все чернокожие в городе должны были соблюдать комендантский час. Служба государственной безопасности поддерживала большое присутствие в колонии и внимательно следила за иностранцами. В 1940 году власти задержали граждан враждебного государства и арестовали их имущество. Колониальная администрация пыталась скрыть войну от населения, подвергая цензуре средства массовой информации, но конголезцы всё же замечали внутреннюю напряжённость среди белого населения и задержание граждан Германии и Италии. Чтобы лучше противостоять внешним воздействиям в колонии, администрация создала Бюро информации и пропаганды. Бельгийское правительство в изгнание позже распространила свою пропаганду, чтобы создать положительный образ колонии и укрепить своё правление. В Нью-Йорке Бельгийский информационный центр выпустил многочисленные публикации, в которых утверждалось, что бельгийцы спасли конголезцев от «ужасных условий» и улучшили жизнь в колонии. Пропаганда преуменьшала внутриполитическую напряжённость в Конго и в его отношениях с бельгийским правительством, чтобы гармонично изобразить координацию военных усилий.
Администрация призывала сельских жителей на строительство дорог и сбор каучука. Условия труда были суровыми, и в коллективной памяти конголезцев ассоциировались со зверствами в Свободном государстве Конго.
Бельгийская колониальная администрация сохраняла патерналистское отношение к коренным конголезцам. Образование в подавляющем большинстве контролировалось протестантскими и католическими миссиями, которые также отвечали за оказание ограниченной социальной поддержки сельским конголезцам. Оккупация Бельгии оторвала бельгийских миссионеров от их родительских организаций, заставив колониальную администрацию субсидировать их деятельность, чтобы компенсировать дефицит бюджета. Война не оказала негативного влияния на их евангелизацию, и число зарегистрированных проведенных крещений увеличилось с 1 824 000 в 1939 году до 2 214 000 в 1942 году. Здравоохранение обеспечивалось сочетанием государственных и корпоративных врачей, частнопрактикующих врачей и миссионеров. В начале войны в Конго работало 302 врача. Часть медицинского персонала сопровождала Государственные силы во время их зарубежных поездок, но подавляющее большинство оставалось в колонии на время конфликта. В отличие от соседних французских владений, война не оказала негативного влияния на ресурсы медицинских работников в Конго. Медицинские исследования продолжались, и был создан новый журнал, чтобы их результаты могли быть опубликованы, когда территория была отделена от Бельгии.
Продовольствие оставалось нерациональным во время войны, и только продажа шин и автомобилей контролировалось правительством. И всё же война привела к нехватке потребительских товаров. Девальвация конголезского франка также привела к удорожанию иностранного импорта. Одним из последствий экономической мобилизации Конго во время войны, особенно для чернокожего населения, стала значительная урбанизация. В 1938 году в городах проживало всего 9 % коренного населения, к 1950 году этот показатель приблизился к 20 %. Колониальное правительство также значительно улучшило транспорт и производственные мощности во время войны.

## Недовольства

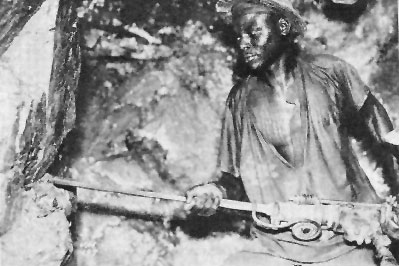
Шахтёр из провинции Катанга

### Забастовки
Требования, выдвинутые колониальным правительством к конголезским рабочим во время войны, вызвали забастовки и бунты рабочей силы. Белым в колонии впервые во время войны было разрешено создавать профсоюзы, и их требованиям повышения заработной платы и условий труда часто подражали чернокожие рабочие. Нехватка квалифицированной рабочей силы вынудила колониальное правительство впервые обучить и предоставить квалифицированные рабочие места коренным конголезцам, но им платили меньше, чем их белым коллегам, что вызвало недовольство. В октябре 1941 года белые рабочие безуспешно попытались провести всеобщую забастовку по всей колонии.
«Почему белому человеку должны платить больше, чем чёрному, когда всё, что делает белый человек, — это стоит там, отдавая приказы, заложив руки за спину и с трубкой во рту? Мы должны воспользоваться своими правами, иначе завтра мы не будем работать».
В декабре 1941 года чернокожие шахтёры провинции Катанга, объявили забастовку, требуя повышения их заработной платы с 1,50 франка до 2 франков, чтобы компенсировать рост стоимости жизни. Забастовка началась 3 декабря, и к следующему дню 1400 рабочих сложили инструменты. К 9 декабря были затронуты все шахты Горнодобывающего союза верхней Катанги.
Колониальные власти пытались убедить бастующих вернуться к работе. Когда они отказались, по ним открыли огонь. В Жадовилле военные застрелили 15 забастовщиков. В Элизабетвилле забастовщики, включая их лидера Леонарда Мпойи, были приглашены на переговоры на городской стадион, где им были предложены различные уступки, в том числе повышение заработной платы на 30 %. Когда рабочие отказались, губернатор Катанги Амур Марон выстрелил в Мпойи, убив его. Затем губернатор приказал своим солдатам открыть огонь по другим забастовщикам на стадионе. Во время акции протеста было убито от 60 до 70 забастовщиков, хотя официальная оценка составляла около 30 человек. Шахтёры вернулись к работе уже 10 декабря.
Забастовки продолжали происходить во время войны, но не были такими масштабными. В 1944 году в Катанге и Касаи вспыхнули забастовки, спровоцированные призывом рабочих на шахты и ухудшением условий труда. В том же году бельгийцы провели несколько «полицейских операций» в провинции Экватор, чтобы предотвратить забастовки. В 1945 году произошли беспорядки и забастовки среди чернокожих докеров в портовом городе Матади.

### Восстание в Лулуабуре
Колониальное правительство в Конго зависело от своих вооружённых сил в поддержании гражданского порядка и, прежде всего, от лояльности военнослужащих, которые составляли основную часть вооружённых сил. Чернокожие унтер-офицеры во главе с первым сержант-майором Нгои Мукалабуши, ветераном Восточноафриканской кампании, подняли мятеж в Лулуабуре в центральной конголезской провинции Касаи в феврале 1944 года. Толчком к этому послужил план вакцинации военнослужащих, которые служили на фронте, хотя солдаты также были недовольны требованиями, предъявляемыми к ним, и обращением с ними со стороны белых офицеров.
Мятежники ворвались в оружейный склад базы утром 20 февраля и разграбили белый квартал города. Жители города бежали, а бельгийский офицер и двое белых гражданских лиц были убиты. Мятежники атаковали видимые признаки колониальных властей и провозгласили свое стремление к независимости. Им не удалось распространить восстание на соседние гарнизоны. Два мятежника, в том числе Мукалабуши, были казнены за участие в восстании.

## Последующие события и последствия
Официальная послевоенная бельгийская риторика трактовала отношение Конго к Бельгии как «неизменную солидарность». В результате сравнительного процветания Конго во время конфликта в послевоенный период в страну хлынула волна иммиграции из Бельгии. К 1950 году в Конго проживало 100 000 белых. Тем не менее, война высветила ненадёжность колониальной администрации. Губернатор Райкманс в 1946 году заявил, что «дни колониализма прошли». У бельгийского правительства возобладало мнение, что оно понесло «военный долг» перед Конго, и поэтому больше внимания уделялось проблемам коренного населения колонии. В послевоенные годы колониальное правительство подверглось обширным реформам. Чернокожим людям было предоставлено значительно больше прав и свобод, что привело к росту так называемого класса эволюэ. Несмотря на это, бельгийская политика призыва на работу 60 дней в году с каждого коренного конголезца оставалась в силе до обретения Конго независимости, в то время как аналогичные трудовые сборы в британских и французских владениях были отменены после войны. Несколько чернокожих членов Force Publique, которые были ветеранами войны, занимали видные должности в армии после провозглашения независимости Конго.
После беспорядков на производствах в 1946 году были созданы профсоюзы чернокожих рабочих, хотя им не хватало влияния. Рабочие Горнодобывающего союза верхней Катанги продолжали требовать повышения заработной платы, и в течение следующего десятилетия в колонии часто происходили забастовки. Тем не менее, как заработная плата, так и условия жизни значительно улучшились в послевоенные годы. Война положила начало второй волне индустриализации, которая продолжалась вплоть до обретения конголезцами независимости в 1960 году.
Резня в Элизабетвилле 1941 года является повторяющейся темой в конголезском искусстве и фольклоре, а позже была включена в популярный конголезский антиколониальный нарратив. Историографическое обсуждение роли Конго во Второй мировой войне, как правило, ограничивается упоминаниями об уране, добытом в Шинколобве. Важность конголезского урана во время войны привела к тому, что СССР заинтересовался Конго. Впоследствии Конго стал областью советских интересов во время Холодной войны. Война также привела к переориентации торговли Конго с Бельгии на США, Великобритании и её колонии.
В 1943 году в Фарадже была возведена трёхгранная пирамида в память о действиях конголезцев в Эфиопии. На каждой грани пирамиды было начертано название каждого основного места боевых действий: Асоса, Гамбела и Сао. Многие места по всей стране — в настоящее время в Демократической Республике Конго — названы в честь этих сражений. В 1970 году бельгийское правительство посвятило памятник в Схарбеке военным успехам бельгийских колониальных сил, в том числе во время Второй мировой войны.